# Dobroč
Dobroč (węg. Dabar, do 1899 Dobrocs) – wieś (obec) na Słowacji położona w kraju bańskobystrzyckim, w powiecie Łuczeniec. Pierwsze wzmianki o miejscowości pochodzą z roku 1393. 
Według danych z dnia 31 grudnia 2012, wieś zamieszkiwały 643 osoby, w tym 333 kobiety i 310 mężczyzn.
W 2001 roku rozkład populacji względem narodowości i przynależności etnicznej wyglądał następująco:
- Słowacy – 99,14%
- Czesi – 0,14%
- Węgrzy – 0,72%

Ze względu na wyznawaną religię struktura mieszkańców kształtowała się w 2001 roku następująco:
- Katolicy rzymscy – 32,95%
- Grekokatolicy – 0,14%
- Ewangelicy – 62,32%
- Ateiści – 3,58%
- Nie podano – 0,29%